# Neubleicherode
Neubleicherode (auch Neu-Bleicherode) ist ein Ortsteil der Landgemeinde Am Ohmberg im Landkreis Eichsfeld in Thüringen.

## Lage
Die Ansiedlung Neubleicherode liegt etwa zwei Kilometer westlich der Ortslage Neustadt im Eichsfeld am Ostrand des Ohmgebirges. Südlich des Ohmberges (529 m) bilden die Bergkuppen Rautentalsköpfe, Brandkopf, Bohnenberg, Das Küppchen und der Heiligenberg die westliche Abgrenzung des Ortes. Der Knickbach entspringt am Fuß des Ohmgebirges beim ehemaligen Forsthaus Marienthal und wird unmittelbar unterhalb der Quelle mit zwei kleinen Anlagen angestaut. Nachdem er die Ortslage unterirdisch passiert hat, mündet er in Neustadt in den Hagebach. Die Wasserversorgung des neu gegründeten Ortes selbst erfolgte über die Brandkopfquelle, die vom Gutsbesitzer in Haynrode erworben wurde. Verkehrsmäßig zu erreichen ist der Ortsteil nur über eine Ortsverbindungsstraße aus Richtung Neustadt.

## Geschichte
Über eine frühere Besiedlung des Ortes ist nichts bekannt, in historischen Kartenwerken aus dem 19. Jahrhundert ist noch keine Bebauung nachweisbar. Die Geschichte ist aber eng mit dem Kalibergbau verknüpft, um 1906 begann der Aufbau des Kaliwerkes und der Siedlung mit Wohngebäuden für die Beamten und Arbeiter. Die Namensgebung erfolgte vermutlich in Zusammenhang mit der Verwaltung des neuen Kaliwerkes im südöstlich angrenzenden Kalischacht Bleicherode und nicht nach der Gemarkung von Neustadt. Bis nach dem Ersten Weltkrieg wurde hier Kalisalz gefördert, danach dienten die Anlagen noch als Wetterschacht für die benachbarten Gruben. Mit der Stilllegung des Kaliwerkes Bischofferode im Jahr 1993 wurde der Wetterschacht schließlich nicht mehr gebraucht und 2015 endgültig verfüllt und verschlossen. Während der Betriebszeit der Grube gab es auch eine Grubenanschlussbahn zum Bahnhof Großbodungen an der stillgelegten Bahnstrecke Bleicherode–Herzberg. In der Ortslage gab es weiterhin eine Ziegelei, die ebenfalls mit Stilllegung des Kaliwerkes ihren Betrieb einstellte und von der nur noch ein kleiner Teich existiert. Am sogenannten Dorfplatz wurde 2020 eine Buswendeschleife mit neuer Haltestelle gebaut und eine Linde gepflanzt.

## Kaliwerk Neubleicherode

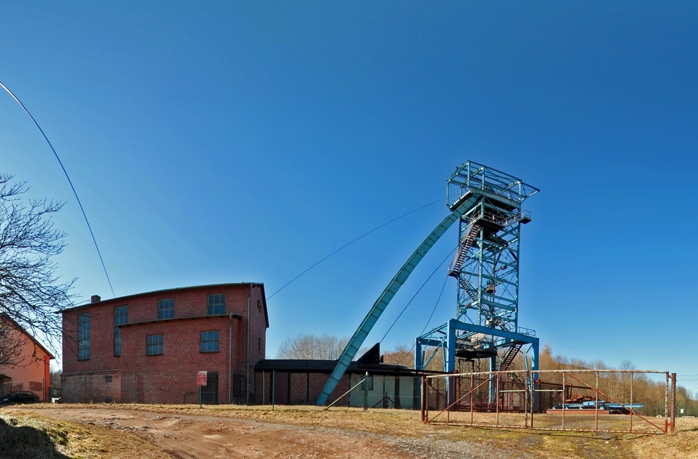
Schachtanlagen im Jahr 2011

Im September 1905 erfolgte die Gründung einer Aktiengesellschaft für das Kaliwerk. Die Gerechtsame befand sich zwischen den Kaligruben Bleicherode im Osten und dem Kaliwerk Bernterode im Süden und der Bergwerksgesellschaft Westohm im Westen und wurde über mehrere Bohrungen erkundet (Neu-Bleicherode, Neustadt II, Hilde). Die Bauarbeiten begann im Jahr 1906 zunächst mit einheimischen Arbeitern, während die späteren Bergleute unter anderem aus Niedersachsen kamen. Über Tage wurden folgende Gebäude errichtet: Schachtturm, Fördermachinengebäude, Büro- und Kauengebäude, Kesselhaus, eine Werkstatt und Magazin, eine Ringofenanlage für die Ziegelei, ein Salzschuppen und weitere Bauten. Die Abteufung des Schachtes erfolgte von 1907 bis 1908. Die Chlorcaliumfabrik wurde 1908 fertiggestellt und der Betrieb nahm seine Produktion auf. Wegen der unzureichenden Verkehrswege nach Neubleicherode wurde mit dem Bau des ersten Streckenabschnittes von Bleicherode-Ost nach Großbodungen (Eröffnung am 30. September 1908) auch ein Bahnanschluss vom Bahnhof Großbodungen zum Kaliwerk gebaut und im gleichen Jahr fertiggestellt.
1917 kam es im Abbaufeld 7 zu einem Gasausbruch mit Kohlenoxyd, der durch Messungen mehrfach bestätigt wurde. Als Gasaustrittstelle wurde der Übergang vom Kalilager zum Steinsalz. Ein ähnlicher Gasaustritt im gleichen Jahr in Schacht I in Sondershausen forderte das Leben von zwei Bergleuten.
Die Beschäftigtenzahl vom Baubeginn bis zum Vollbetrieb der Anlage stieg von 109 im Jahr 1906 bis zu 335 im Jahr 1908. Mit dem Ausbruch des Ersten Weltkrieges kam es zu einem starken Rückgang der Beschäftigten, weshalb bis zu 154 Kriegsgefangene aus verschiedenen Ländern eingesetzt wurden. Diese waren in einer separaten Baracke im Werksgelände untergebracht und wurden bei Kriegsende entlassen. Darüber hinaus sollten auch Frauen im Übertagebereich beschäftigt werden, wegen der schweren Arbeit waren aber nur wenige Frauen im Einsatz. 1920 waren mit 575 Arbeitskräften die höchste Beschäftigtenzahl erreicht. 
Mit Errichtung des Kaliwerkes Bismarckhall in Bischofferode um 1910 kam es zur Abtrennung von Kalifeldern im Norden. Zum Ausgleich kam es zum Neuerwerb von Feldern im Westen, wo die Planungen ein neues Werk im Feld Westohm eingestellt worden waren. Darüber hinaus wurde mit dem Bau eines Verbindungschachtes zwischen Neubleicherode und Bischofferode begonnen, der aber zunächst nicht fertiggestellt wurde. Im Jahr 1926 wurde der Kalibetrieb in Neubleicherode vom Wintershall-Konzern eingestellt und das Werk 1929 endgültig geschlossen. An 1937 begann ein teilweiser Abbruch der Anlagen, weitere Teile wurden noch für andere Betriebe genutzt. 1953 wurde der Schacht in das Eigentum des Kaliwerkes Bischofferode überführt und 1968 wurde schließlich der Schacht als Wetterschacht reaktiviert.